# Альбрехт VI (эрцгерцог Австрии)
А́льбрехт VI (нем. Albrecht VI.; 12 декабря 1418, Вена — 2 декабря 1463, Вена) — эрцгерцог Австрийский с 2 декабря 1462 (претендент август 1458 — декабрь 1462). Из династии Габсбургов, соправитель Фридриха III. Первый правитель Австрии официально пользующийся титулом эрцгерцога.
Альбрехт VI был младшим сыном Эрнста Железного, герцога Внутренней Австрии, и Цимбурги Мазовецкой, дочери Земовита IV, князя Плоцкого и Куявского. Старший брат Альбрехта Фридрих V стал после смерти отца в 1424 г. правителем Штирии, Каринтии и Крайны, а в 1457 г. унаследовал и собственно герцогство Австрия. Альбрехт VI, однако, не получил никакой части наследственных владений. Это привело к конфликту с Фридрихом V, ставшему к тому времени императором Священной Римской империи (под именем Фридриха III). В 1446 г. Альбрехт VI добился своего признания в качестве опекуна малолетнего правителя Тироля и Передней Австрии герцога Сигизмунда Габсбурга.
В 1458 г., после смерти австрийского герцога Ладислава Постума, Альбрехт VI предъявил претензии на его владения, захваченные Фридрихом III, и поднял мятеж против своего брата. Ему удалось одержать победу и вынудить Фридриха согласится на раздел габсбургских земель: Альбрехт получил «Австрию выше реки Энс», территорию которая вскоре получила название Верхняя Австрия. Тем не менее конфликты между братьями не завершились. В 1462 г. войска Альбрехта VI окружили Фридриха III в Вене. В результате к домену Альбрехта была присоединена и Нижняя Австрия. Однако уже в следующем году Альбрехт VI скончался. Детей он не имел. Его владения вернул себе Фридрих III, который таким образом объединил австрийские земли (кроме Тироля) под властью одного монарха.
Альбрехт VI был первым австрийским монархом, который законным образом использовал титул эрцгерцога. Это стало возможным после утверждения императором Фридрихом III в 1453 г. «Privilegium Maius», что предоставило особые права и привилегии правителям Австрии и подняло статус Австрии выше большинства немецких княжеств.

## Брак и дети
- (1452) Матильда Виттельсбах (1419—1482), дочь Людвига III, курфюрста Пфальца

Детей Альбрехт VI не имел.